# Nepotilla nezi
Nepotilla nezi é uma espécie de gastrópode do gênero Nepotilla, pertencente a família Raphitomidae.